# Astracantha dipodura
Astracantha dipodura là một loài thực vật có hoa trong họ Đậu. Loài này được (Bunge) Podl. miêu tả khoa học đầu tiên năm 1983.